# 国際アビリンピック
国際アビリンピック（こくさいアビリンピック、IA;International Abilympics）とは、ほぼ4年に1度開催される、障害者の職業的自立意識の喚起と事業主その他社会一般の理解と認識の深化、さらに国際親善を目的として開催されている大会。日本語の大会名称は第1回から第4回までが国際身体障害者技能競技大会。第5回以降は国際障害者技能競技大会。
第3回大会以降は開催国の障害者関係団体が主催し、国際アビリンピック連合（IAF;International Abilympic Federation）と国際リハビリテーション協会（RI;Rehabilitation International）が共催している。

## 歴代開催地並びに開催予定地
| 回数   | 開催年 | 開催国・開催都市         | 備考 |
| ------ | ------ | ------------------------ | --- |
| 第1回  | 1981年 | 日本・東京               | 国連決議による国際障害者年実施を受け、国際リハビリテーション協会会議で日本が開催を提案し、財団法人国際身体障害者技能競技大会日本組織委員会と国際リハビリテーション協会の共催で実施された。当時の皇太子明仁親王・同妃美智子が出席した。 |
| 第2回  | 1985年 | コロンビア・ボゴタ       | 当初オランダでの開催が予定されていたが、同国内における障害者団体の反対により汎アメリカ大会の開催を予定していたコロンビア共和国で開催された。                                                                                           |
| 第3回  | 1991年 | 香港 （当時イギリス領）  | 当初フランスでの開催が予定されていたが、同国の政治・財政事情と同国内の反対により直前で中止となり、国連障害者の10年の最終年である1991年に香港で開催された。                                                                             |
| 第4回  | 1995年 | オーストラリア・パース   | |
| 第5回  | 2000年 | チェコ・プラハ           | |
| 第6回  | 2003年 | インド・ニューデリー     | |
| 第7回  | 2007年 | 日本・静岡               | 「2007年ユニバーサル技能五輪国際大会」として、技能五輪国際大会との合同開催。 |
| 第8回  | 2011年 | 韓国・ソウル             | |
| 第9回  | 2016年 | フランス・ボルドー       | |
| 第10回 | 2023年 | フランス・メッス         | 本来は2021年にロシア・モスクワにて開催予定だったが、新型コロナウイルス感染拡大の影響により1年延期、翌年2022年も同国によるウクライナ侵攻の影響により中止。本大会はその代替。                                                            |
| 第11回 | 2027年 | フィンランド・ヘルシンキ | |